# Laura María Agustín
Laura María Agustín (2024 folkbokförd i Sverige som Laura Maria Agustin D'Andrea), född 29 augusti 1945, är en sociolog och antropolog. Hon har forskat kring migration, informellt arbete, människohandel och sexbranschen. Agustíns bok Sex at the Margins (2007) lyfter fram hennes syn på olika missuppfattningar om sexbranschen och bakgrund till migration. Detta har enligt henne gynnat framväxten av en "räddningsbransch" som ser alla sexarbetare/prostituerade som våldsutsatta och utnyttjade kvinnor i behov av "räddning". Hon menar också att "antitraffickingaktivisternas" reformförslag medför begränsad rörelsefrihet och ofta baserar sig på begränsad kunskap om sexarbetares livssituation.
Agustín är även känd för sin blogg The Naked Anthropologist.

## Biografi

### Bakgrund och forskningsfokus
Laura María Agustíns verksamhet inom den akademiska världen kom relativt sent, efter många år inom olika ideella organisationer. Under hennes uppväxt flyttade familjen runt flitigt, vilket innebar erfarenhet av att bo i många olika länder. På 1990-talet bodde hon i Dominikanska republiken, därefter i Schweiz och Sverige. Hon har sedan 1960-talet under långa perioder varit baserad i London i Storbritannien, där hon 1999 inledde studier och 2004 avlade en filosofie doktorsexamen vid Open University. Hon ser ibland sig själv som en "ständig migrant" och identifierar sig inte med någon särskild nationalitet. Engelska och spanska är hennes huvudsakliga språk, och sedan 2013 har hon svenskt pass. Hon är sedan 2008 bosatt i Malmö i Sverige.
Sedan 1990-talet har Agustín verkat som kulturforskare med fokus på förhållandena inom sexbranschen, villkoren för papperslösa migranter och vad människohandel är. Hennes erfarenheter från arbete i ideella organisationer i Dominikanska republiken (1993–1994) ledde till skrivande omkring de ofta diametralt olika synsätten på migrationens orsaker och omständigheter i exempelvis Västindien (utgångspunkten) och Europa (målet).
Efter åren i Västindien ägnade hon sig åt forskning baserad i Madrid, där hon försökte förstå hur det offentliga samtalet i Europa saknade röster från migranterna. Under en tid var hon själv papperslös invandrare i Spanien. Till skillnad från stora delar av den feministiska aktivismen i bland annat Europa menar hon att den allra största delen av kvinnorna inom sexbranschen är frivilliga och inga offer för människohandel. Detta baseras på hennes erfarenheter och kontakter med sexarbetare i länder och områden som USA, Indien, Västindien, Australien och Thailand.
Agustín är förespråkare för kulturella studier av sexbranschen, ett teoretiskt ramverk som hon skapade 2005 i tidskriften Sexualities.

### Sex at the Margins
Agustín myntade begreppet "räddningsbransch" (engelska: rescue industry), för den ekonomiskt viktiga och växande verksamhet som vill "rädda" sexarbetare från sexarbetet (eller prostituerade från prostitutionen, i enlighet med abolitionistiska ordval). Begreppet, som senare fått vid spridning, är centralt i hennes bok Sex at the Margins (2007), med undertiteln "migration, labour markets and the rescue industry". Den inkluderar resultatet av etnografiska studier bland "hjälpare" i dagens Madrid, liksom av undersökningar av hur arbetarklassens kvinnor inom sexbranschen reglerades hårt i 1800-talets Frankrike och England. Agustíns studier inför boken ledde fram till tanken att människorättsaktivister – inklusive många sexarbetare själva – i många fall drivs av en moralisk önskan och nykolonialistisk världsbild som kan vara självuppfyllande. Aktivisterna inom sexbranschen kan själva vilja lyfta fram sexarbetaridentiteten, medan många individer endast ser säljandet av sexuella tjänster som en tillfällig aktivitet och lösning på ekonomiska problem.
Centralt i boken är Agustíns undersökningar av grunderna till statistik och populära åsikter kring sexbranschen, migration och människohandel. Hon ser resultatlösa razzior mot bordeller och organiserad sexhandel, där inga inblandade vill se sig som offer för människohandel, som ett tecken på att statistik inte alltid är baserad på säkra fakta. Hennes kritiker menar här istället att sexarbetarna är rädda för repressalier. Agustín anser, till skillnad mot många antiprostitutionsaktivister, att de flesta migranterna inom sexbranschen i Europa redan från början vet hur de kommer att kunna eller behöva försörja sig. Hon förnekar inte att utsatta människor kan utnyttjas i branschen men ifrågasätter att detta kan klassas som människohandel. Istället menar hon i boken att papperslösa människor i en mer eller mindre olaglig bransch alltid befinner sig i utsatthet.
I kapitel 3 i boken frågar hon sig vad identitet är i förhållande till sexualitet respektive sexarbete. Bokens titel – "Sex i marginalen" – markerar också att sexarbetare oftast befinner sig i marginalen av (det accepterade) samhället, liksom att försäljningen av sexuella tjänster kan vara en av få möjligheter för många att utnyttja systemet. Undersökningar bland personer inom HBTQ-kulturen har visat att utanförskapet ofta kombineras med en högre andel med erfarenhet av sexarbete.
Sex at the Margins har blivit översatt till både arabiska (2008) och spanska (2009).

### Andra böcker
Bland Agustíns andra böcker finns flera som författats i original på spanska. Tráfico y prostitución – experiencias de mujeres africanas från 2003 bjöd på vittnesmål om afrikanska erfarenheter från både människohandel och prostitution. Året efter skrev hon samarbete med Cristina Garaizabal och Laura Gómez Lorenzo textsamlingen Sexo : escolma de textos, och samma år kom även Trabajar en la industria del sexo, y otros tópicos migratorios, även denna med fokus på sexbranschen i relation till migration och migranters villkor. Här syntes ytterligare röster från sexbranscher, med deras olika erfarenheter och blandade levnadsvillkor i det nya landet.
Agustín har även arbetat med skönlitterär prosa. 2016 kom The Three-Headed Dog, en kortroman placerad i en miljö – runt EU:s södra gräns – som andra författare skulle kunnat använda som spelplats för svartvita berättelser om manliga brottslingar och kvinnliga offer för människohandel.

### Andra aktiviteter
Agustín har publicerat många av sina tankar kring migration, sexarbete och människohandel i sin blogg The Naked Anthropologist.

## Åsikter och debatt
Genom Agustíns mångåriga engagemang i studiet av sexarbete, migration och människohandel har hon intervjuat tusentals migranter om deras livssituation och bakgrunden till deras val. Hon har återkommande kritiserat tendensen att beskriva sexarbetare som offer utan egenmakt att fatta beslut om sina liv, vilket lett till debatt. Hennes kritik mot missförhållanden och enligt henne felriktad omsorg har en libertariansk och postkolonial grund med perspektiv nära arbetarklassens intressen. Hon ser sig själv som feminist men påpekar att det finns många olika feminismer. Agustín är medlem i en svensk sexarbetarorganisation och anser att den svenska sexköpslagen endast bidragit till större stigmatisering av folk inom branschen. 2010 var hon en av de kritiker som ansåg att 2010 års statliga svenska utvärdering av sexköpslagen saknade vetenskaplig trovärdighet.
Det feministiska intresset för människohandel ser hon som senkommet, och första gången hon hörde ordet trafficking var 1997. Hon menar att antitrafficking-aktivismen är tacksam för många stater, eftersom den skyler över många staters bristande strategier för att hantera migration på ett effektivt och pragmatiskt vis.
Agustín ifrågasätter även tanken på sex som en helig aktivitet och att alla kvinnor – eller människor – skulle ha samma syn på värdet av sex.
Hennes slutsatser kring migration och sexarbete delas i många fall av forskare och aktivister som Elizabeth Bernstein, Barbara Brents, Teela Sanders och Maggie McNeill, medan en del feminister som arbetar mot människohandel kritiserat Agustín för att hon underskattar problemets storlek. En del recensenter har sett argumentationen i hennes Sex at the Margins som defensivt formulerade och som ett försvar mot vad hon kallar "fundamentalistisk feminism".

### Böcker
- (på spanska) Tráfico y prostitución experiencias de mujeres africanas. Bilbao: Likiniano Elkartea. 2003. ISBN 9788496044067
- Sexo : escolma de textos (2004, författad med Cristina Garaizabal och Laura Gómez Lorenzo), Andaina. (spanska)
- (på spanska) Trabajar en la industria del sexo, y otros tópicos migratorios. Donostia-San Sebastián: Tercera Prensa. 2004. ISBN 9788487303791
- (på engelska) Sex at the margins: migration, labour markets and the rescue industry. London: Zed. 2007. ISBN 9781842778609
  -  (på spanska) Sexo y marginalidad : Emigración, mercado de trabajo e industria del rescate [Elektronisk resurs]. Editorial Popular. 2009. Libris l4dc59p0jg1713gd
- The Three-Headed Dog (2016, Laura Maria Agustín, e-bok)

### Bokkapitel och artiklar (urval)
- (på engelska) Questioning European centrality : the point of view of (some) migrant prostitutes in Europe. 1999.
- ”A migrant world of service”. Social politics (Print) 2003(10):3,:  sid. 377-396. 2003. 1072-4745. ISSN 1072-4745. Libris 9539616
- ”The cultural study of commercial sex”. Sexualities (London: Sage) 2007(10):4,:  sid. 410–535. 2007.
- (på franska) Genre, nouvelle division internationale du travail et migrations. Genève: Graduate Institute Publications. 2017. ISBN 9782940503902